# Der Giftpilz
Der Giftpilz (нім. Отруйний гриб) — це дитяча книжка, опублікована Юліусом Штрайхером.. Назва книги перекладається як «Отруйний гриб». Книга була антисемітською. Текст — Ернст Химер, з ілюстраціями Філіпа Руппрехта (також відомого як Fips); в назві згадується те, як важко розпізнати отруйний гриб від їстівного гриба, так важко розпізнати єврея від язичника. Книга покликана попередити німецьких дітей про небезпеку, створену євреями для них особисто, і для німецького суспільства в цілому.
У деяких випадках мається на увазі, що євреї будуть намагатися приставати до дітей; одна маленька дівчинка тікає від євреїв, які перестають пропонувати свої солодощі тільки тоді, коли її брат викликає поліцію, і коли мати Інге відправляє її до єврейського лікаря, незважаючи на протести Інге з того, що вона дізналася в Лізі німецьких дівчат, Інге ледь тікає.. Комунізм зображається на чолі з євреями, які хочуть пожертвувати Німеччину на користь Росії — це було покладено в уста колишнього комуніста, лояльність якого до Німеччини привела його до нацистської партії..Євреї зображуються як зловживаючі їх німецькими послугами. Крім того, книга попереджає про різні професії єврейські професії — єврейських бізнесменів, адвокатів, торговців, і кошерних м'ясників, які описані в одному розділі, де вони мучать тварину до смерті. У тій же главі також звинувачували євреїв у викраденні християнських дітей, щоб використовувати їхню кров в маці (загальний варіант кривавого наклепу). Один з останніх розділів звинувачує євреїв у смерті Ісуса, який називається найбільшим ворогом євреїв усіх часів.

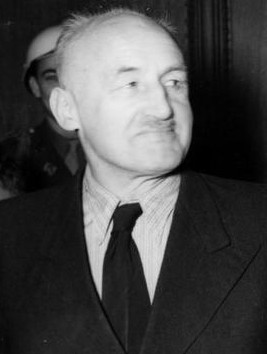
Юліус Штрайхер під вартою в Нюрнберзі. Він був визнаний винним у злочинах проти людства і повішений в 1946 році

## Антисемітизм
Існує ціла глава, яка містить численні цитати з Талмуду. У книзі стверджується, що Талмуд забороняє євреям займатися ручною працею і що євреям дозволено займатися торгівлею, а неєвреї повинні бути рабами. У розділі далі говориться, що талмудичний закон дозволяє євреям обманювати неєвреїв і просить євреїв поневолити неєврейське населення. Книгу іноді використовували в школах.
Копія книги виставляється в Музеї пам'яті жертв Голокосту в Вашингтоні, D.C. Англійський переклад книги був підготовлений нацистським лідером США Гері Лауком і потім проданий на своєму вебсайті за 10 доларів США. Лаук також випустив переклад на естонській мові в 2007 році і стверджує, що працює над перекладами на інші мови. Служба внутрішньої безпеки Естонії завершила розслідування справи відповідно до розділу Кримінального кодексу Естонії, яка передбачає кримінальну відповідальність за підбурювання до соціальної ненависті, але прийшла до висновку, що він навряд чи буде мати юрисдикцію або засоби для судового переслідування автора, оскільки за американськими законами вебсайти охоплюються першою поправкою Конституції Сполучених Штатів.